# Østerild
Østerild er en by i Thy med 547 indbyggere  (2024) beliggende 19 km sydøst for Hanstholm, 31 km vest for Fjerritslev og 13 km nordøst for Thisted. Byen hører til Thisted Kommune og ligger i Region Nordjylland.
Østerild hører til Østerild Sogn. Østerild Kirke, der fra et møntfund kan dateres til år 1160, ligger i byen.

## Geografi
Sydøst for byen ligger Østerild Fjord, en lavvandet brakvandssø med et rigt fugleliv. Nordøst for byen ligger Østerild Klitplantage med Nationalt testcenter for store vindmøller.

## Faciliteter
- Hannæs-Østerild Skole er en folkeskole med overbygning, fordelt på 3 matrikler i Vesløs, Frøstrup og Østerild. I Frøstrup og Østerild er der 0.-6. klasse og i Vesløs er der 7.-9. klasse. I Østerild er der SFO med ca. 35 børn. De 3 afdelinger har tilsammen 273 elever.[2] og ca. 50 medarbejdere.
- Kernehuset er en kommunal børnehave med 35 børn og 10 ansatte.[3]
- I 2007 åbnedes et nyt multicenter med minihal, avanceret skydebane, squashbane og fitnessrum. Der er en udendørs kunststofbane nord for centret. Det gamle Klubhus er en del af centret og anvendes bl.a. til møder samt Lokalhistorisk forening.[4]
- Spisehuset Thy viderefører den tidligere Østerild Kro med 11 værelser og restaurant, der er åben 3 hverdage med fast menu. Huset laver mad til selskaber og ud af huset.[5]
- Solhjem blev bygget i 1959 som alderdomshjem med plads til 28 beboere. I 1990 blev der opført 9 kollektivboliger ved siden af Solhjem, og den gamle bygning blev ombygget til ældrecenter med 12 lejligheder. I 2003 blev der opført en tilbygning med 8 lejligheder, så selve plejehjemmet har 20.[6]
- Byen har købmand, pizzeria og filial af Sparekassen Thy.

Umiddelbart nordøst for Østerild ligger Det nationale testcenter for store vindmøller.

## Historie

### Østholmen
"Østholmen har fra gammel Tid udgjort en Del for sig, ogsaa i gejstl. Henseende. I den ældste Tid var vistnok Hjardemaal Hovedsognet; efter Reformationen blev Hjardemaal, ligesom Hundstrup-Østerild, et Pastorat for sig; 1822 blev Hjardemaal Anneks til Hundstrup-Østerild; Sognene Hunstrup, Østerild og Hjardemål udgjorde Østholmen, der ligesom Hanstholmen har været en ø i Stenalderhavet. I 1400-tallet udgjorde de 3 sogne ét pastorat, hvor Hjardemål vistnok var hovedsognet. Men efter Reformationen blev Hjardemål udskilt, så Hunstrup-Østerild var et pastorat for sig.

### Krobyen
I 1710 blev der udstedt den første kongelige privilegerede bevilling til at drive kro i Østerild. Den måtte ikke genere Thisted købstads rettigheder, og der måtte ikke oprettes andre kroer i Østerild Sogn. Indtil jernbanen kom i 1904, gjorde post- og dagvognen mellem Thisted og Fjerritslev ophold ved Østerild Kro. En driftig postkusk købte i 1899 den gamle kro på hjørnet af Byvej og Mejerivej. Han rev den ned og opførte den ny Østerild Kro, der stod klar på hjørnet af Byvej og Tårnvej i 1904.
Østerild bestod i 1700-tallet af Vesterby nord for landevejen og Sønderby syd for landevejen. Folketællingen fra 1787 registrerer 24 familier med ca. 100 personer i Vesterby og 50 familier med godt 200 personer i Sønderby, som var tættere befolket fordi jorden var bedre. Navnet Vesterby findes på målebordsbladene både fra 1800-tallet og 1900-tallet.

### Kommunen
Som pastorat blev Hunstrup-Østerild i 1800-tallet også et sognedistrikt og en sognekommune. Hunstrup-Østerild Kommune blev i 1923 delt i to, så hvert sogn udgjorde en kommune. Østerild Kommune havde 782 indbyggere ved kommunalreformen i 1970, hvor den blev indlemmet i Hanstholm Kommune. Denne indgik ved kommunalreformen i 2007 i Thisted Kommune.

### Landsbyen
Egnen var plaget af sandflugt, som man først fik styr på i 1889, da den ca. 1500 ha store klitplantage var anlagt. Skoven blev egnens største arbejdsplads, hvor 25-30 personer arbejdede.
Købmandsforretningen, der stadig findes, blev oprettet omkring 1895, og andelsmejeriet blev opført i 1896, hvor det afløste et privat mejeri. Andelsmejeriet blev nedlagt i 1984.
I 1901 blev Østerild beskrevet således: "Østerild (1268: Høstrold, Høstrild), ved Landevejen, med Kirke, Skole, Kro, Andelsmejeri (Nordthy), Savmølle, Mølle". På det lave målebordsblad fra 1900-tallet ses desuden et jordemoderhus. I 1901 havde Østerild 684 indbyggere. Det år fik byen bageri.
En vognmand startede fragtrute Østerild-Hovsør-Hov-Thisted i 1902, først med hestevogn, men fra starten af 1920'erne med lastbil. Ruten blev nedlagt i 1942. I 1903 blev brugsforeningen oprettet. Den blev nedlagt i 1986, og bygningen blev solgt til en anden købmand, som drev forretning der indtil 2005, hvor der ikke længere var basis for 2 købmænd i byen.

### Stationsbyen
Østerild havde station på Thisted-Fjerritslev Jernbane (1904-1969). Vest for stationsbygningen lå læssesporet med et større privat pakhus, og ud for perronen lå omløbssporet. Nord for det opførte man et vandtårn og mellem sporene en vandkran til forsyning af damplokomotiverne. Vandet i Thisted var uegnet, for det afsatte kedelsten, men i Østerild var vandet godt og stationen lå nogenlunde midt på strækningen. Vandtårnet fungerer som byens vartegn og vedligeholdes af borgerforeningen. Modeller af tårnet står i hver sin ende af byen ved byzonetavlen.
Stationsbygningen er bevaret på Tårnvej 37. Øst for byen er 7 km af banens tracé bevaret som grussti til Mommervej i Vesløs.
I perioden 1900-1920 blev der oprettet omkring 15 håndværker- og detailforretninger, hvoraf de fleste siden er nedlagt.

## Erhverv
- Nordthy A/S ligger i Østerild. I 1966 startede Børge Lukassen en småkagefabrik og købte en kagebil for at besøge lokale butikker. I starten af 1980'erne kørte 10 kagebiler rundt for at servicere hele Nordjylland. I 1992, hvor der var 16 kagebiler, indviede firmaet en stor ny lagerhal og skiftede navn fra B. Lukassens Kager til Nordthy Biscuits A/S. Sortimentet er løbende udvidet til 300 varenumre, bl.a. med slik i 2007. I 2010 købte Nordthy "BE Kager" i Rødekro for at komme ind på det nordtyske marked, bl.a. med tilbehør til hotdogs. Fra Rødekro distribueres butiksbagt brød til hele landet.[12]

- Thisted Trædrejeri blev etableret i byen i 1991, og året efter blev verdens største peberkværn opstillet foran værkstedet. Den regnes som en af byens seværdigheder.